# تورچیارا
تورچیارا (به ایتالیایی: Torchiara) یک کومونه در ایتالیا است که در استان سالرنو واقع شده‌است.

## خصوصیات
تورچیارا ۸ کیلومترمربع مساحت و ۱٬۷۹۰ نفر جمعیت دارد و ۳۶۰ متر بالاتر از سطح دریا واقع شده‌است.